# Notgroschen
Ein Notgroschen ist mit Bezug auf die früher sehr verbreitete Groschen-Münze ein für unvorhergesehene  Notfälle oder Notzeiten zurückgelegter bzw. gesparter oder gehorteter Geldbetrag. Im Duden wird der Notgroschen als „Geld, das man spart, zurücklegt, um in Notfällen, in unvorhergesehenen Situationen darauf zurückgreifen zu können“ definiert. Als alternative Bezeichnungen wird in Deutschland Notpfennig und in der Schweiz Notbatzen verwendet.
Ende des 16. Jahrhunderts verlangte  Julius, Herzog von Braunschweig-Wolfenbüttel, dass jeder Hauseigentümer je nach Vermögen einen sogenannten Juliuslöser oder Lösetaler als Notgroschen- oder -pfennig besaß. So heißt es in Pierer’s Universal-Lexikon von 1860: „Herzog Julius wünschte, daß ein Jeder seiner Unterthanen einen baaren Nothpfennig hätte; dazu ließ er diese Stücke prägen, von denen jeder Hausbesitzer eins einlösen mußte“, woher der Name Lösetaler stammte.
Notgroschen ist nicht zu verwechseln mit der Notmünze oder dem Notgeld, das ein vom individuellen persönlichen Bedarf unabhängiges Ersatz-Zahlungsmittel bezeichnet.